# Jean-François Marmontel
Jean-François Marmontel (11. července 1723 – 31. prosince 1799) byl francouzský historik a spisovatel, člen hnutí encyklopedistů.

## Životopis
Narodil se z chudých rodičů v Bortu v Limousinu (dnes v Corrèze). Po studiu u jezuitů v Mauriacu učil v jejich školách v Clermont-Ferrandu a v Toulouse. V roce 1745 se na radu Voltairovu vydal do Paříže, aby se pokusil o literární úspěch. V letech 1748 až 1753 napsal sérii tragédií Denys le Tyran (1748), Aristomene (1749), Cleopâtre (1750), Heraclides (1752) a Egyptus (1753), které, i když nepříliš úspěšné na jevišti, zajistily Marmontelovi vstup do literárních a společenských kruhů.
Napsal řadu hesel pro Encyklopedii prokazujících značnou kritickou schopnost a vhled. Jejich soubor vydávaný pod názvem Éléments de Littérature (Základy literatury) se stále řadí mezi francouzskou klasiku. Napsal také několik libret ke komickým operám skladatele Grétryho, nejlepší z nich pravděpodobně jsou Sylvain (1770) a Zémire et Azore (1771). Ve sporu Glucka s Piccinnim byl horlivým přívržencem Piccinniho, s nimiž spolupracoval na jeho operách.
V roce 1758 získal patronaci Madame de Pompadour, která pro něj získala místo úředníka a šéfredaktorství úředního věstníku Le Mercure, ve kterém začal vydávat slavnou řadu příběhů Contes moraux (Mravoličné povídky). Přednost těchto příběhů spočívá částečně v jemně cizelovaném stylu, ale především v malebném a okouzlujícím zobrazení francouzské společnosti za krále Ludvíka XV. Autor byl zvolen do Académie française v roce 1763. V roce 1767 vydal román Bélisaire, nyní připomínaný i proto, že kapitola o náboženské toleranci byla cenzurována Sorbonnou a arcibiskupem pařížským. Římskokatolická církev zařadila román na Index zakázaných knih. Marmontel odpověděl dílem Les Incas (1777), v němž vysvětlil krutosti ve španělské Americe náboženským fanatismem kolonizátorů.
Marmontel byl dále jmenován historiografem Francie (1771), tajemníkem Akademie (1783) a profesorem historie na Lyceu (1786). Jako historik napsal historii regentství (1788). Následkem francouzské revoluce upadl do chudoby, odešel během hrůzovlády do ústraní v Evreux a brzy poté do chaty v Abloville v blízkosti Saint-Aubin-sur-Gaillon v departementu Eure. Tam napsal Memoires d'un père (Otcovy paměti, 4 díly, 1804); název se vysvětluje tím, že kniha byla aspoň nominálně určena pro poučení autorových dětí. Paměti zahrnují malebnou autobiografii, literární historii dvou důležitých epoch a velkou galerii portrétů sahajících od ctihodného Jeana Baptista Massillona, kterého před více než půl stoletím potkal v Clermontu, až po Honorého Mirabeaua. Kniha také obsahuje vynikající popis Marmontelova vlastního dětství v Limousinu a její hodnota pro literární historii je mimořádná.
Marmontel žil nějakou dobu pod střechou Madame Geoffrinové a býval přítomen na jejích slavných večeřích věnovaných umělcům. Byl zván do většiny domů, kde se scházeli encyklopedisté, do jejichž díla přispěl. Po krátkém pobytu v Paříži, když byl zvolen v roce 1797 do Rady starších (Conseil des Anciens), zemřel v Abloville.
Byl členem zednářské lóže Les Neuf Sœurs.
John Ruskin ho považoval za jednoho ze tří lidí v dějinách, kteří na něj měli největší vliv. John Stuart Mill ve své autobiografii uvedl, že Memoires d'un père ho vyléčily z deprese.
Byl hlavním redaktorem literárních článků Encyklopedie; nescházely mu ani vědomosti, ani vkus, a sbírka těchto článků, která tvoří Les Éléments de littérature [Základy literatury], jest nejlepším výrazem prostředního vkusu XVIII. století, který máme. Nedostatek geniálnosti je tu zárukou správnosti. Ale jest celkem jen jedno dílo Marmontelovo, které přináleží k tomu, co bych nazval literaturou živoucí: jsou to jeho Mémoiry [Paměti], tak naivní, kde nám líčí svou kariéru hezkého hocha limounsinského, uvedeného do středu té nejnevázanější společnosti, která kdy byla, kde ukazuje se, jsa sám sebou úplně spokojen, se svou hřmotnou prostředností v nejvybranějších kroužcích tohoto inteligentního století: tělo, duch, moralita, vše jest solidní, masivní, nedostatečně zjemnělé u tohoto literárního sedláka povýšence.
Gustave Lanson, Dějiny novodobé literatury francouzské